# Carlo Belgrado
Carlo Belgrado (Udine, 2 maggio 1809 – Roma, 18 febbraio 1866) è stato un patriarca cattolico e diplomatico italiano.

## Biografia
Era figlio del conte Alfonso Belgrado e apparteneva a una nobile famiglia friulana. Il 6 novembre 1831 ricevette l'ordine sacro. Il 12 agosto 1843 fu nominato prelato referendario della Segnatura apostolica e prelato domestico. Papa Gregorio XVI lo inviò come delegato apostolico a Benevento il 25 gennaio 1844 e a Perugia il 15 gennaio 1845.
Il 27 settembre 1844 fu nominato protonotario apostolico e chierico di camera più tardi. L'8 luglio 1847 fu inviato come delegato straordinario a Fermo. Dal 12 febbraio 1848 fu internunzio e delegato apostolico nei Paesi Bassi, la cui missione diplomatica terminò il 1º novembre 1855. Nel 1853 fu ristabilita la gerarchia cattolica nei Paesi Bassi e finì il ruolo dei diplomatici pontifici come capi della Missione Olandese.
Il 28 settembre 1855 fu nominato vescovo di Ascoli Piceno; prese possesso della diocesi dopo la consacrazione episcopale avvenuta il 20 gennaio 1856 a Roma, nella chiesa di Santa Maria in Vallicella, per l'imposizione delle mani del cardinale Fabio Maria Asquini, assistito dai vescovi Fidèle Sutter, O.F.M.Cap., e Giuseppe Cardoni.
Si dimise il 20 gennaio 1860 e, recatosi a Roma, fu elevato a patriarca titolare di Antiochia e nominato canonico di San Pietro in Vaticano, svolgendo la funzione di consultore della Congregazione dei riti.

## Genealogia episcopale
La genealogia episcopale è:
- Cardinale Scipione Rebiba
- Cardinale Giulio Antonio Santori
- Cardinale Girolamo Bernerio, O.P.
- Arcivescovo Galeazzo Sanvitale
- Cardinale Ludovico Ludovisi
- Cardinale Luigi Caetani
- Cardinale Ulderico Carpegna
- Cardinale Paluzzo Paluzzi Altieri degli Albertoni
- Papa Benedetto XIII
- Papa Benedetto XIV
- Papa Clemente XIII
- Cardinale Marcantonio Colonna
- Cardinale Giacinto Sigismondo Gerdil, B.
- Cardinale Giulio Maria della Somaglia
- Cardinale Carlo Odescalchi, S.I.
- Cardinale Fabio Maria Asquini
- Patriarca Carlo Belgrado